# Cars (nhạc phim)
Cars (Original Motion Picture Soundtrack) là album nhạc phim của bộ phim hoạt hình cùng tên do Disney/Pixar sản xuất năm 2006. Album được phát hành bởi Walt Disney Records vào ngày 6 tháng 6 năm 2006, bao gồm chín bài hát từ các nghệ sĩ đương đại nổi tiếng, với nhiều phong cách đa dạng từ pop, blues, đồng quê cho đến rock. Mười một bản còn lại là nhạc nền giao hưởng do Randy Newman sáng tác và chỉ huy. Album được phát hành ba ngày trước khi phim ra rạp, và đây cũng là bộ phim Pixar thứ năm không do Michael Giacchino hay Thomas Newman đóng vai trò là người soạn nhạc. Vào ngày 25 tháng 11 năm 2006, vị trí của album trên bảng xếp hạng Billboard 200 tăng vọt từ hạng 126 lên hạng 47, với mức tăng doanh số 209%, tương đương 25.000 bản, khả năng cho sự tăng trưởng mạnh về doanh số là từ những dịp lễ và việc phim được phát hành dưới định dạng DVD. Đây là album nhạc phim Pixar đầu tiên đạt Chứng nhận Vàng tại Hoa Kỳ, hiện album đã đạt Chứng nhận Bạch kim.

## Đón nhận
| Đánh giá chuyên môn | Đánh giá chuyên môn |
| Nguồn đánh giá      | Nguồn đánh giá      |
| Nguồn               | Đánh giá            |
| ------------------- | ------------------- |
| Allmusic            | [ 1 ]               |

Tại lễ trao giải Grammy lần thứ 49, album này đã nhận được đề cử cho hạng mục album soundtrack tuyển tập xuất sắc nhất cho phương tiện truyền hình ảnh. Bài hát "Route 66" do John Mayer thể hiện cũng nhận đề cử tại hạng mục trình diễn đơn ca rock xuất sắc nhất. Bài hát "Our Town" trong album đã xuất sắc giành giải thưởng ở hạng mục bài hát xuất sắc nhất được sáng tác cho phương tiện truyền hình ảnh. Ca khúc này cũng được đề cử tại hạng mục bài hát nguyên tác xuất sắc nhất tại Giải Oscar lần thứ 79.

## Danh sách bài hát
Tất cả nhạc phẩm được soạn và thể hiện bởi Randy Newman.
| STT              | Nhan đề                      | Sáng tác                                                                  | Nghệ sĩ          | Thời lượng |
| ---------------- | ---------------------------- | ------------------------------------------------------------------------- | ---------------- | ---------- |
| 1.               | "Real Gone (2005)"           | Sheryl Crow và John Shanks                                                | Crow             | 3:22       |
| 2.               | "Route 66 (1961)"            | Bobby Troup                                                               | Chuck Berry      | 2:52       |
| 3.               | "Life Is a Highway (1991)"   | Tom Cochrane                                                              | Rascal Flatts    | 4:37       |
| 4.               | "Behind the Clouds (2005)"   | Brad Paisley, Frank Rogers                                                | Paisley          | 4:09       |
| 5.               | "Our Town (2005)"            |                                                                           | James Taylor     | 4:07       |
| 6.               | "Sh-Boom (1954)"             | William Edwards, Carl Feaster, Claude Feaster, James Keyes và Floyd McRae | The Chords       | 2:26       |
| 7.               | "Route 66 (2005)"            | Bobby Troup                                                               | John Mayer       | 3:25       |
| 8.               | "Find Yourself (2005)"       | Paisley                                                                   | Paisley          | 4:11       |
| 9.               | "Opening Race"               |                                                                           |                  | 2:05       |
| 10.              | "McQueen's Lost"             |                                                                           |                  | 2:29       |
| 11.              | "My Heart Would Know (1951)" | Hank Williams                                                             | Williams         | 2:27       |
| 12.              | "Bessie"                     |                                                                           |                  | 0:59       |
| 13.              | "Dirt Is Different"          |                                                                           |                  | 1:28       |
| 14.              | "New Road"                   |                                                                           |                  | 1:17       |
| 15.              | "Tractor Tipping"            |                                                                           |                  | 1:22       |
| 16.              | "McQueen & Sally"            |                                                                           |                  | 2:00       |
| 17.              | "Goodbye"                    |                                                                           |                  | 2:42       |
| 18.              | "Pre-Race Pageantry"         |                                                                           |                  | 1:31       |
| 19.              | "The Piston Cup"             |                                                                           |                  | 1:52       |
| 20.              | "The Big Race"               |                                                                           |                  | 3:07       |
| Tổng thời lượng: | Tổng thời lượng:             | Tổng thời lượng:                                                          | Tổng thời lượng: | 52:28      |

## Lightning McQueen's Fast Tracks
| Đánh giá chuyên môn | Đánh giá chuyên môn |
| Nguồn đánh giá      | Nguồn đánh giá      |
| Nguồn               | Đánh giá            |
| ------------------- | ------------------- |
| AllMusic            | [ 2 ]               |

Lightning McQueen's Fast-Tracks là một album tổng hợp do Fred Mollin sản xuất, bao gồm những "bản nhạc đường trường sôi động" không xuất hiện trong phim Vương quốc xe hơi nhưng được lấy cảm hứng từ bộ phim này.

### Danh sách bài hát
| STT              | Nhan đề                       | Sáng tác                                                     | Người trình diễn                                | Thời lượng |
| ---------------- | ----------------------------- | ------------------------------------------------------------ | ----------------------------------------------- | ---------- |
| 1.               | "My Wonderful Car"            | Fred Mollin, Blue Sea Band, Lyle Gudmensen                   | Lyle Gudmunsen                                  | 3:18       |
| 2.               | "Black and White Thunderbird" | Denise Ferri, Peggy Santiglia, Arleen Lanzotti The Delicates | Jaime Babbitt và Britt Savage                   | 2:25       |
| 3.               | "Road Trip"                   | Fred Mollin và ban nhạc Blue Sea                             | Fred Mollin và ban nhạc Blue Sea, Tom Hambridge | 3:30       |
| 4.               | "You Can't Catch Me"          | Chuck Berry                                                  | Joy Lynn White                                  | 2:51       |
| 5.               | "Rocking Little Roadster"     | Mark Johnson, Fred Mollin, Jay Landers                       | Gunnar Nelson                                   | 3:40       |
| 6.               | "On the Road Again"           | Floyd Jones, Alan Wilson                                     | Kevin Montgomery                                | 2:29       |
| 7.               | "My Old Yellow Car"           | Fred Mollin và ban nhạc Blue Sea                             | Gordie Sampson                                  | 3:34       |
| 8.               | "Hot Rod Hybrid"              | Mark Johnson, Fred Mollin, Jay Landers                       | Pat Buchanan                                    | 2:52       |
| 9.               | "I Got a New Car"             | Fred Mollin và ban nhạc Blue Sea                             | Tom Hambridge                                   | 3:05       |
| 10.              | "Pick Up Truck"               | Mark Johnson, Fred Mollin, Jay Landers                       | Mark Johnson                                    | 2:42       |
| 11.              | "My Old Car"                  | Allen Toussaint                                              | Johnny Neel                                     | 2:41       |
| 12.              | "I've Been Everywhere"        | Hank Snow (phiên bản này)                                    | Webb Wilder                                     | 3:31       |
| Tổng thời lượng: | Tổng thời lượng:              | Tổng thời lượng:                                             | Tổng thời lượng:                                | 36:46      |

## Bảng xếp hạng
| Bảng xếp hạng (2006–2007)           | Thứ hạng cao nhất |
| ----------------------------------- | ----------------- |
| Album Áo (Ö3 Austria)               | 72                |
| Canadian Albums (Billboard)         | 41                |
| Album Pháp (SNEP)                   | 180               |
| Album Hoa Kỳ Billboard 200          | 6                 |
| Album Hoa Kỳ Soundtrack (Billboard) | 2                 |

| Bảng xếp hạng (2006)                | Thứ hạng cao nhất |
| ----------------------------------- | ----------------- |
| Hoa Kỳ Billboard 200                | 101               |
| Album Hoa Kỳ Soundtrack (Billboard) | 7                 |

| Bảng xếp hạng (2007)                | Thứ hạng cao nhất |
| ----------------------------------- | ----------------- |
| Hoa Kỳ Billboard 200                | 171               |
| Album Hoa Kỳ Soundtrack (Billboard) | 9                 |

## Chứng nhận
| Quốc gia                                                                                              | Chứng nhận | Số đơn vị/doanh số chứng nhận |
| --- | ---------- | ----------------------------- |
| Đan Mạch (IFPI Đan Mạch)                                                                              | Vàng       | 10.000‡                       |
| Hoa Kỳ (RIAA)                                                                                         | Bạch kim   | 1.000.000^                    |
| ^ Chứng nhận dựa theo doanh số nhập hàng. ‡ Chứng nhận dựa theo doanh số tiêu thụ và phát trực tuyến. |            |                               |